# 임상시험 관리 시스템
임상시험 관리 시스템(Clinical Trial Management System, CTMS)은 임상시험과 관련된 데이타의 수집 및 분석, 임상시험의 전반적 관리에 사용되는 소프트웨어 시스템이다. 
하위 기능으로는 시험자 등록 및 무작위 배정, 시험자 증례기록 수집 (Case Report Form) 및 분석 등을 포함하는 EDC (Electronic Data Capture, or eCRF), 참여 기관 및 연구자 관리, 치료약 또는 치료기구 배포 및 추적 관리, 이상반응 모니터링 및 보고, 위험기반 사이트 모니터링, 관련법규 및 임상시험 심사위원회(Institutional Review Board, IRB)가 요구하는 문서관리, 임상시험 재정관리 등을 포함한다.